# 山口眞弓
山口 眞弓（やまぐち まゆみ、1975年5月12日 - ）は、日本の女性声優。岩手県出身。アクセント所属。

## 略歴
代々木アニメーション学院声優科卒業。劇団フリーアトムを経て、劇団P-9Contrapuntを結成。
1999年に『デジモンアドベンチャー』のガブモン役で声優デビュー。

## 人物
主に豪快で大雑把な姉御キャラを演じることが多い。
方言は岩手弁。

## 出演
太字はメインキャラクター。

### テレビアニメ
1999年
- デジモンアドベンチャー（ツノモン / ガブモン / ガルルモン / ワーガルルモン / メタルガルルモン、ピョコモン）

2000年
- おジャ魔女どれみ シリーズ（2000年 - 2002年、大沢信蔵、レオン、橋本真司、長谷部たけし 他）- 3シリーズ
- デジモンアドベンチャー02（ガブモン / ガルルモン / ワーガルルモン、ユニモン、ヤマトと空の息子）

2001年
- ギャラクシーエンジェル（2001年 - 2004年、フォルテ・シュトーレン）- 4シリーズ
- デジモンテイマーズ（2001年 - 2002年、李健良）

2002年
- GetBackers-奪還屋-（湯治客）
- 十二国記（清秀の母、馬車の御者、老婆）
- デュエル・マスターズ（2002年 - 2016年、フォース、亜部真理亜、クマサン）- 4シリーズ
- 炎の蜃気楼（野次馬A）

2003年
- GAD GUARD（リンダ）
- 金色のガッシュベル!!（バムウ）
- 鋼の錬金術師（エンヴィー、係員、職員A）
- 人間交差点（近所のおばさん）
- ポポロクロイス（ボム、村人D）

2004年
- かいけつゾロリ（リスリッパ）
- GANTZ（加藤勝〈幼少期〉）
- サムライチャンプルー（宗介）
- NARUTO -ナルト-（2004年 - 2006年、大蛇丸〈幼少時代〉、オンバア）
- ポケットモンスター アドバンスジェネレーション（漫画版ピッピ、村人）
- 妄想代理人（鯛良優一）
- ロックマンエグゼ シリーズ（2004年 - 2006年、ディンゴ）- 3シリーズ

2005年
- うえきの法則（明神太郎）
- 格闘美神 武龍（2005年 - 2006年、ユンボ・ナニワ）- 2シリーズ
- クレヨンしんちゃん（2005年 - 2007年、園児A、ヒトシ〈3代目〉）
- DIGITAL MONSTER X-evolution（メタルガルルモンX）
- BLACK CAT（シキ）

2006年
- ギャラクシーエンジェる〜ん（フォルテ・シュトーレン）
- 史上最強の弟子ケンイチ（古賀太一）
- 獣王星（野童、黄輪の女）
- 人造昆虫カブトボーグ V×V（中華三兄弟）
- 出ましたっ!パワパフガールズZ（かおるの兄）
- NANA（おばさん）
- よみがえる空 -RESCUE WINGS-（山口幸太）
- らぶドル 〜Lovely Idol〜（牧陽子）

2007年
- ゲゲゲの鬼太郎（第5作）（孝太）
- 電脳コイル（ガチャギリ）

2008年
- あたしンち（生徒C、おばさんA、おばさん、男の子B）
- 仮面のメイドガイ（荒屋敷吉江）
- 紅（秋生）
- 全力ウサギ（ソウチョウチルドレン）
- BLASSREITER（ハンナ）
- もっけ（井之頭）
- モノクローム・ファクター（沢口靖葉）

2009年
- たまごっち!（ききっち）
- チーズスイートホーム あたらしいおうち（デイビッド、草野くん、ミケおばさん、猫4、猫3）
- NARUTO -ナルト- 疾風伝（2009年 - 2010年、大蛇丸〈幼少時代・幼少期〉、トキワ）
- NEEDLESS（右天）

2010年
- COBRA THE ANIMATION（ブラックボーン）
- 名探偵コナン（2010年 - 2021年、江原麻麗、浅川香奈恵、国分優子）
- RAINBOW-二舎六房の七人-（売春宿のおばさん）

2011年
- SKET DANCE（テツ〈回想〉）

2012年
- アマガミSS+ plus（梅原の母）
- あらしのよるに 〜ひみつのともだち〜（カメ）

2013年
- 探検ドリランド -1000年の真宝-（2013年 - 2014年、ハガン）

2017年
- 鬼平（女将）
- 銀魂.（一龍）

2018年
- RELEASE THE SPYCE（ブランカ）

2019年
- アサシンズプライド（ミセス・オセロー）
- 本好きの下剋上 司書になるためには手段を選んでいられません（2019年 - 2020年、イルゼ） - 2シリーズ

2020年
- BanG Dream! 3rd Season（ラーメン銀河店主）
- デジモンアドベンチャー:（ガブモン、ガルルモン、ワーガルルモン、ツノモン、メタルガルルモン、クーレスガルルモン）
- 魔女の旅々（おばさん）

2022年
- ニンジャラ（2022年 - 2023年、デイジー）

### 劇場アニメ
1999年
- デジモンアドベンチャー ぼくらのウォーゲーム!（ガブモン）

2000年
- デジモンアドベンチャー3D デジモングランプリ!（ガブモン）

2001年
- デジモンアドベンチャー02 ディアボロモンの逆襲（ガブモン）
- デジモンテイマーズ 冒険者たちの戦い（李健良、オメガモン）

2002年
- デジモンテイマーズ 暴走デジモン特急（李健良）

2005年
- 劇場版 鋼の錬金術師 シャンバラを征く者（エンヴィー）
- ロックマンエグゼ 光と闇の遺産（ディンゴ）

2006年
- 鉄コン筋クリート（ヨル）

2015年
- デジモンアドベンチャー tri. 第1章「再会」（ガブモン）

2016年
- デジモンアドベンチャー tri. 第2章「決意」（ガブモン）
- デジモンアドベンチャー tri. 第3章「告白」（ガブモン）

2017年
- デジモンアドベンチャー tri. 第4章「喪失」（ガブモン）
- デジモンアドベンチャー tri. 第5章「共生」（ガブモン）

2018年
- デジモンアドベンチャー tri. 第6章「ぼくらの未来」（ガブモン）

2020年
- デジモンアドベンチャー LAST EVOLUTION 絆（ガブモン）
- 劇場版BEM〜BECOME HUMAN〜（デーナ）

### OVA
- ナースウィッチ小麦ちゃんマジカルて（2002年、オカルトウーマン）
- おジャ魔女どれみナ・イ・ショ（2004年、長谷部たけし）
- 鋼の錬金術師PREMIUM COLLECTION（2006年、エンヴィー）
- ろぼっとアトム（2015年、タック）

### Webアニメ
- デジモンアドベンチャー 25周年記念PV「デジモンアドベンチャー-BEYOND-」（2025年、ガブモン）

### ゲーム
2001年
- デジモンテイマーズ バトルエボリューション（李健良、ガブモン）

2002年
- GALAXY ANGEL（フォルテ・シュトーレン）

2003年
- GALAXY ANGEL〜Moonlit Lovers〜（フォルテ・シュトーレン）
- ダンシングソード 〜閃光〜（鈴麗）

2004年
- カラフルハート 〜12コのきゅるるん♪〜（静流の祖母）
- GALAXY ANGEL〜Eternal Lovers〜（フォルテ・シュトーレン）
- デジモンバトルクロニクル（ガブモン）
- 鋼の錬金術師 ドリームカーニバル（エンヴィー）
- 鋼の錬金術師2 赤きエリクシルの悪魔（エンヴィー）

2005年
- うえきの法則 倒すぜロベルト十団!!（明神太郎）
- GALAXY ANGEL EX（フォルテ・シュトーレン）
- 未来少年コナン（ジムシィ）
- プリンセスコンチェルト（リアン）

2006年
- 格闘美神 武龍（ユンボ・ナニワ、シェリー）
- GALAXY ANGEL II 絶対領域の扉（フォルテ・シュトーレン）

2007年
- GALAXY ANGEL II 無限回廊の鍵（フォルテ・シュトーレン）

2009年
- GALAXY ANGEL II 永劫回帰の刻（フォルテ・シュトーレン）

2010年
- PANDORA 君の名前を僕は知る（リプス・シエロスタ）

2013年
- デジモンアドベンチャー（ガブモン）

2015年
- デジモンストーリー サイバースルゥース（ガブモン）

2016年
- デジモンワールド -next 0rder-（ガブモン）

2020年
- ドラゴンクエストライバルズ（ドランゴ）
- アイドルマスター シンデレラガールズ スターライトステージ（ガブモン / ガルルモン）
- ライブ・ア・ヒーロー!（クローネ）

2022年
- デジモンサヴァイブ（ガルルモン）

2023年
- 共闘ことばRPG コトダマン（ガブモン / メタルガルルモン / オメガモン）

2025年
- 逆転オセロニア（ズーイー）

### ドラマCD
- RADIO DJCD ハガレン放送局 TAKE3
- ドラマCD バイトでウィザード術のききめはウェディングベル!（ザ・スニーカー応募者限定発売、新婦・哲子）
- ドラマCD ラグーンエンジン〜桜吹雪に消えた謎〜 前後編（御上卓）
- 百歌声爛 -女性声優編ⅱ-　〜ゼンダマンの歌、銀河鉄道999、夢色のスプーン、愛の光と影、花のささやき、メリッサ、ちょっと辛いあいつ、ブルーウォーター、うわさのキッス、女学生の決意〜
- ドラマCD Simple Tone（吉沢香苗）
- デジモンテイマーズ　メッセージ・イン・ザ・パケット（季健良）

### 吹き替え

#### 映画
- ある日どこかで
- ウェット・ホット・アメリカンサマー（ベス）
- エイリアン3完全版（スラコ号のアナウンス）
- キューティ・バニー
- ゴッド・ギャンブラー3
- 最'新'絶叫計画（ミーガンの悪魔）
- サンダーバード6号（占い師）※DVD版
- サンダーフォース -正義のスーパーヒロインズ-（エミリー）
- シスター・エスカレーション
- ステップフォード・ワイフ
- スナイパー
- スパイダー パニック!（キャロル）※DVD・ビデオ版
- デッドアウェイク
- トラブル・キッズ　マックス・キーブルの大逆襲（カウンセラー）
- ナポレオン・ダイナマイト（サマー・ホイトリー〈ヘイリー・ダフ〉）
- ニキータ
- バッファロー・ドリーム（ジョッシュ）
- ブライダル・ウォーズ（デビー〈クリステン・ジョンストン〉）
- プルート・ナッシュ（スロットロボット）※DVD・ビデオ版
- ブレイド2（ナース）※DVD・ビデオ版
- ペイバック ※テレビ朝日版
- ホワイト・インフェルノ
- ロメオ!（ロメオ）

#### ドラマ
- iCarly
- I Love オリバー
- グレイズ・アナトミー 恋の解剖学
- ザ・ホワイトハウス（クリス）
- CSI:科学捜査班3
- 24 -TWENTY FOUR-
  - シーズン2（ホワイトハウス報道官　ジェイニー・ドッジ）
  - シーズン7（FBIワシントン支局捜査官　ジャニス・ゴールド）
- ブラザーズ&シスターズ
- ボディ・オブ・プルーフ2 死体の証言（エミリー・バロウズ〈ジャスティナ・マシャド〉）
- 私はラブ・リーガル2 #2（スーザン・セムラー〈リッキー・レイク〉）

#### アニメ
- ジャスティス・リーグ（モーガン・ル・フェイ）
- スパイダーマン（ヴァネッサ・フィスク、ローグ、子供になったシルバーメイン）

### ラジオ
- エンジェルLOVE「アニメ直前1時間スペシャル」ゲスト
- アニプレックスアワー ハガレン放送局（ラジオ大阪、文化放送：2005年3月度パーソナリティ）

### デジタルコミック
- VOMIC 華麗なる食卓（タンク篠崎）

### ナレーション
- サイダーハウス・ルール 特番
- スバル インプレッサ 特別仕様車50th Anniversaryモデル
- マツダ MPV
- 資生堂 MAJOLICA MAJORCA
- 資生堂 MAQuillAGE

### CM
- レオパレス21

### シリーズ一覧
1. ↑  第3シリーズ『Stream』（2004年 - 2005年）、第4シリーズ『BEAST』（2005年 - 2006年）、第5シリーズ『BEAST+』（2006年）